# Устьянцев Михайло Олександрович
Михайло Олександрович Устьянцев (рос. Михаил Александрович Устьянцев; 21 березня 1992, м. Каменськ-Уральський) — російський хокеїст, нападник.
Вихованець хокейних шкіл «Уралець» (Каменськ-Уральський), тренер — В. Авдєєв і «Спартаковець» (Єкатеринбург), тренер — А. Каськов. Виступав за «Авто» (Єкатеринбург), «Автомобіліст» (Єкатеринбург), «Супутник» (Нижній Тагіл), «Аристан» (Теміртау), «Дебрецен».
Закінчив Уральську державну академію фізичної культури.